# Halfdan T. Mahler

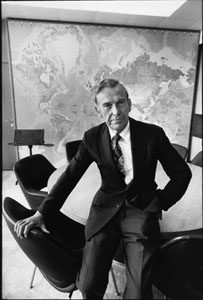
Halfdan T. Mahler

Halfdan T. Mahler (* 21. April 1923 in Vivild, Dänemark; † 14. Dezember 2016 in Genf, Schweiz) war dänischer Arzt, Pneumologe und von 1973 bis 1988 Generaldirektor der Weltgesundheitsorganisation (WHO).

## Leben
Halfdan Mahler schloss 1948 das Medizinstudium in Kopenhagen ab, machte anschließend ein Diplom in Public Health und wurde Lungenfacharzt. 1951 trat er in die WHO ein und war verantwortlich für die Tuberkulosebekämpfung in Indien. 1962 bis 1969 war er Leiter der Tuberkulose-Einheit der WHO in Genf und Sekretär des WHO-Expert Advisory Panel on Tuberculosis. 1970 wurde er Assistent Director General und 1973 zum Generaldirektor der WHO gewählt. Dieses Amt übte er während drei Wahlperioden bis 1988 aus. 1988 wurde ihm der Four Freedoms Award in der Kategorie Freedom from Want verliehen.
Während seiner Amtszeit kümmerte er sich um das globale gesundheitspolitische Konzept der primären Gesundheitsversorgung. Es wurde 1978 anlässlich der internationalen Konferenz von Alma-Ata zum ersten Mal deklariert und 1979 mit dem Ziel der Gesundheit für alle bis zum Jahr 2000 von der 32. Weltgesundheitsversammlung verabschiedet. Unter seiner Ägide wurde auch die Ottawa-Charta zur Gesundheitsförderung von 1986 veröffentlicht. Nach seiner Amtszeit als Generaldirektor der WHO war er von 1988 bis 1995 Leiter des Internationalen Verbandes für Familienplanung.